# ウンナンのホントコ!
『ウンナンのホントコ!』は、1998年10月21日から2002年3月6日までTBS系列局で毎週水曜21時台に放送されたTBS製作のバラエティ番組。放送開始から1999年7月までの正式なタイトルは『ウンナンのホントのトコロ〜GET REAL』であった。

## 番組概要
「世の中のホントのトコロを探る」コンセプトで様々な企画を展開。
- 公園の地下に巨大な空洞がある?（洪水時の排水用）
- カラス対策には何が一番効果があるのか? など

## 出演者（ホントコファミリー）
- 司会はウッチャンナンチャン（内村光良・南原清隆）の2人。
- 初回からのレギュラーは柳沢慎吾・東野幸治・山田花子だけで、他は毎回ゲストを呼んでいたが、一時期ゲストがレギュラーとして固定、「ホントコファミリー」と俗に呼ばれるようになる。特に「未来日記V・スケッチブック」に関してはホントコファミリーがどこかで友情出演する演出になっていた。さらにサッポロビールのCMで、柳沢・いとう・原が番組と関係なく、友達の数珠つなぎで共演を果たしている。
- 柳沢慎吾（お見合い寮寮長）
- 東野幸治（ロマン東野シリーズ、トキワ荘担当）
- 山田花子
- いとうせいこう（未来日記・監修）
- 原千晶（レポートものを一手に引き受け、なぜか一時期「メールのおばちゃん」と言われる）
- 優香（芸能人メル友ネットワークなど担当）
- 石田靖（お見合い寮管理人、未来日誌・秋担当）
- ドロンズ（未来日誌・夏担当）
- 渡辺由紀
- 大森玲子

この他、2001年10月から2002年2月までは番組のエンディングで、出演ゲストの告知などのお知らせVTRに三村マサカズが突っ込みを入れるために小さく登場している。

## 企画

### 未来日記
「ドラマの様なシチュエーションを体験したら恋をするのか?」を検証するため、番組出演者が考えた「これから起こる（してもらう）出来事」が書かれた日記を初対面の男女（どちらか一方の場合もあり）に渡し行動してもらい、2人の間に愛が芽生えるかを追ったシリーズ。台詞などは指示されておらず、基本的にはアドリブ。毎回最後には別れることが決まっていた。
このシリーズからサザンオールスターズの「TSUNAMI」・福山雅治の「桜坂」が200万枚を超える大ヒット曲になるなど、ヒット曲が生まれる新たなパターンとして社会現象にもなった。

### 未来日誌
「未来日記」と似ているが、こちらは恋愛ではなく、ある一定の目標の実現を出演者たちが目指すというものであった。

### 恋愛センター試験
恋愛を知り尽くした芸能人が講師として登場し、恋愛に関するシチュエーションの解答を10点満点で採点していくというもの（解答者は4人で、講師が女性の場合は男性が解答者で採点には優香が同席、講師が男性の場合は女性が解答者で採点には東野幸治が同席）。女性講師の方が圧倒的に辛口になる傾向が強く、特に歴代講師陣の中でRIKACOの採点が最も厳しく、マイナス点を連発していた。一方、男性講師の場合は、かなりの甘口採点になることが多く、レギュラー解答者の優香は高得点を獲得することが多かった。

#### 過去に登場した講師
- 松任谷由実
- 内田有紀
- 今井絵理子
- 梅宮アンナ
- RIKACO
- 石田純一
- 郷ひろみ

#### 番外編
「結婚センター試験」という企画も一度だけ行われている。講師は寿美花代で、嫁として妻としてどれだけふさわしいかをテストするものだった。解答者は優香や原千晶などの女性芸能人だったが、寿美の辛口採点に閉口していた。

### Eメール恋愛
「顔の見えないEメール恋愛は本当に成立するのか？」を検証。番組企画という事を伏せメル友募集サイトでメル友を募集。3人を選びメル通をして貰い毎週1人ずつ落としていく。最終的に残った人と合う約束をして相手が来てくれるかを検証。メールの文章等は本人の自由。企画終了後も「メル友でいましょう」と言われることも多かった。

### ホントコ・トキワ荘
5人の漫画家志望者たちが「トキワ荘」で各週漫画作品を発表し、人気投票で3週連続トップを飾れれば卒業という企画。3週連続最下位になると失格になり、代わって新しいメンバーが加入するというシステムであった。卒業者が1人出たところでこの企画は終了。卒業者の作品は『ビッグコミックスピリッツ』に掲載された。

#### 出演した漫画家志望者
- 永田陵卒業者
- 見ル野栄司
- 井上ジェット

### ケチケチカップル
結婚前提のカップル1組が結婚式の費用100万円分を貯金するため、数か月間節約しながら生活する企画。全部で2組のカップルが参加した。2組目は「ケチケチカップル2」のタイトルになった。

## ロゴ
- 初代：1998年10月21日 - 1999年7月28日
- 2代目：1999年8月4日 - 2001年10月 番組タイトル変更に伴う（初代のアレンジ）。2001年9月12日放送分が、アメリカ同時多発テロ事件に伴い、同年10月に延期したため。
- 3代目：2001年10月 - 2002年3月（番組終了）

## スタッフ
- 企画：南源（初期のみ）
- 構成：高須光聖、堀田延、福原フトシ、すずきB、渡辺真也、鈴木おさむ
- プロデューサー：荒井昌也、山地孝英
- 総合演出：杉本達、片山剛
- ディレクター：櫟本憲勝、津留正明、石橋孝之、大松雅和、中川通成、朝岡慶太郎、坂田栄治、市島晃生、掛水伸一、小澤俊一、松藤豪、松葉直彦、北沢建一、稲村健、清藤誠司、小嶋則安、保坂彰史、荻野達也、北山孝、藤原将人、加藤誠、青木良憲、柳信也
- ＡＤ：大松雅和、岡田純一、河瀬知、大庭慎一郎、岩本亮一、座間崇、関口公平、山田実千代、佐々木智
- ナレーション：増谷康紀（メイン）、掛川裕彦（未来日記の声）、西脇保（リニューアル後・メイン）、 小林清志（初回放送・メイン）、井上美紀（未来日記4の声）、大本眞基子（未来日誌・夏、メル友ネットワーク・優香の声）、江川央生（未来日誌・秋）、置鮎龍太郎（2択恋愛）、遠藤みやこ（恋愛センター試験・出題）、今野宏美（ケチケチカップル2・顔出しナビゲート）
- 企画協力：マセキ芸能社（田村正裕）
- 制作協力：ウイルスプロダクション→G-yama
- 制作：TBSエンタテインメント（2000年4月 - 終了）
- 製作著作：TBS

## 関連番組
- ウンナンの気分は上々。 - 同時期に放送されていた番組。公式サイトが共用されていた。
- フードバトルクラブ - 同じ制作チームが担当した大食い・早食いコンテスト番組。ナレーションも増谷康紀が担当。